# Der Fall Hau
Der Fall Hau ist ein Fernsehspiel, das von der Televersal Hamburg im Auftrag des ZDF produziert wurde. Sendetermin war der 7. Januar 1966.

## Inhalt
Der Fernsehfilm schildert den authentischen Fall des Juristen Dr. Carl Hau (1881–1926), der 1907 in einem Indizienprozess wegen des Mordes an seiner Schwiegermutter zunächst zum Tode verurteilt, später dann zu einer lebenslangen Zuchthausstrafe begnadigt wurde. Nach 17 Jahren Haft wurde er auf Bewährung freigelassen. Nachdem er zwei Bücher geschrieben hatte, in denen er aus seiner Sicht den Prozess und die Zeit der Haft schilderte, wurde die Aussetzung der Strafe widerrufen. Hau floh daraufhin nach Italien und beging dort schließlich Selbstmord.

## Sonstiges
Die in Schwarz-Weiß gedrehte Produktion wurde von der Fernsehzeitschrift Gong seinerzeit wenig freundlich rezensiert. Bemängelt wurde unter anderem, dass Drehbuchautor Erich Ebermayer lediglich ein „vordergründiges Abziehbildchen der Fakten“ liefere und nicht einmal auf die Bücher eingehe, die Hau nach seiner Haftentlassung über sein Schicksal geschrieben hatte. Der Gong sieht den „ratlose[n] Zuschauer (...) vergebens nach einer Nutzanwendung“ fragen und bezeichnet den Film letztendlich als „missglücktes Tatsachenwiederkauen“.